# Halowe Mistrzostwa Europy w Lekkoatletyce 1987 – trójskok mężczyzn
Trójskok mężczyzn – jedna z konkurencji technicznych rozgrywanych podczas halowych lekkoatletycznych mistrzostw Europy w  hali Stade couvert régional w Liévin. Rozegrano od razu finał 22 lutego 1987. Zwyciężył reprezentant Francji Serge Hélan. Tytułu zdobytego na poprzednich mistrzostwach nie bronił Māris Bružiks ze Związku Radzieckiego.

## Rezultaty

### Finał
Wystąpiło 10 skoczków.

Opracowano na podstawie materiału źródłowego.
| Miejsce | Zawodnik           | Wynik |
| ------- | ------------------ | ----- |
| 1       | Serge Hélan        | 17,15 |
| 2       | Christo Markow     | 17,12 |
| 3       | Mykoła Musijenko   | 17,00 |
| 4       | Ján Čado           | 16,96 |
| 5       | Władimir Plechanow | 16,89 |
| 6       | Arne Holm          | 16,76 |
| 7       | Didier Falise      | 16,33 |
| 8       | Georgi Pomaszki    | 16,28 |
| 9       | Đorđe Kožul        | 16,13 |
| 10      | Alain René-Corail  | 16,12 |